# János Konrád
János Konrád, né le 27 avril 1941 à Budapest et mort le 26 novembre 2014, est un nageur, un joueur et entraîneur de water-polo hongrois. Il est le frère des joueurs de water-polo Ferenc Konrád et Sándor Konrád.

## Carrière
Joueur de l'équipe de Hongrie de water-polo masculin de 1959 à 1973 (123 sélections), il est champion olympique aux Jeux olympiques d'été de 1964 et médaillé de bronze olympique en 1960 et médaillé de bronze olympique en 1968. Il est aussi sacré champion d'Europe en 1962. Il a aussi participé aux épreuves de natation aux Jeux olympiques d'été de 1960, où il est éliminé en séries de qualification du 100 mètres dos
En club, il évolue au BVSC de 1956 à 1964, au Budapest Honvéd de 1964 à 1970, au Vasas Izzó de 1970 à 1976 et à l'OSC de 1976 à 1977.
Au terme de sa carrière de joueur, il devient entraîneur de l'OSC jusqu'en 1980, remportant la Coupe d'Europe des clubs champions et la Supercoupe d'Europe en 1979 ainsi que le titre de champion de Hongrie en 1978. Après avoir été sélectionneur de la sélection nationale koweïtienne de 1981 à 1983, János Konrád prend la tête de l'équipe de Hongrie de water-polo féminin de 1985 à 1990, qui termine deuxième du Championnat d'Europe à trois reprises (1985, 1987 et 1989). De 1990 à 1992, il est sélectionneur de la sélection masculine, qui obtient une troisième place au Championnat du monde de water-polo 1991,.